# Campionat del món d'escacs femení
El Campionat del món d'escacs femení és una competició, que se celebra per determinar la campiona del món d'escacs. Igualment com el Campionat del món d'escacs, és organitzada per la Federació Internacional d'Escacs (FIDE).
A diferència de la majoria d'esports reconeguts pel Comitè Olímpic Internacional, en què la competició és o bé mixta, o bé separada entre homes i dones, en escacs les dones poden competir en els torneigs oberts a tothom, o bé poden triar de competir en els torneigs exclusivament femenins. És destacable el fet que la millor jugadora de tots els temps, Judit Polgár, no hagi participat mai al cicle pel campionat del món femení.

## Història del campionat del món femení
Les primeres edicions, des del 1927 al 1939, es varen organitzar simultàniament a les Olimpíades d'escacs. Consistien en un torneig a una volta, en què la campiona regnant no tenia cap avantatge previ sobre la resta de competidores. Aquestes primeres edicions foren dominades per la jugadora txecoslovaca Vera Menchik.
Després de la mort de Menchik, ocorreguda el 1944, el títol va quedar vacant fins al 1950, quan la FIDE va organitzar un nou torneig a volta única, que va ser guanyat per Liudmila Rudenko. Des d'aleshores, el títol va ser assignat de manera similar al Campionat del món d'escacs absolut, i es disputava el títol la campiona regnant contra la vencedora d'un Torneig de Candidates. Després de la victòria d'Ielizaveta Bíkova el 1953, aquesta regla es va suspendre temporalment el 1956, quan el títol es va disputar en un torneig triangular entre Bíkova, Rudenko, i Olga Rubtsova, vencedora del torneig de candidates i que va guanyar el títol, tot i que el va perdre novament dos anys després a favor de Bíkova.
Les cinc edicions del campionat entre el 1962 i el 1975 foren dominades per Nona Gaprindaixvili, jugadora georgiana sota bandera soviètica, que va defensar el títol amb èxit tres cops contra Alla Kushnir i un cop contra Nana Aleksàndria. Durant el seu regnat, el 1972, la FIDE introduí, de manera equivalent a com es feia en el campionat del món absolut, el sistema de torneigs interzonals.
Gaprindaixvili va perdre finalment el títol el 1978 contra la jove Maia Txiburdanidze. Llavors Txiburdanidze tenia disset anys, i fou la campiona mundial més jove de la història. Va conservar el títol fins al 1991, any en què el va perdre a favor de la xinesa Xie Jun. De les tres germanes Polgár (Zsuzsa, Judit i Zsofia), les quals jugaven principalment i de forma gairebé única torneigs absoluts, només na Zsuzsa va participar en la competició pel títol mundial femení, i el va guanyar el 1996. Zsuzsa Polgár però, no va defensar el seu títol el 1999 a causa de la seva controvèrsia amb la FIDE, i aquell any el títol es va disputar entre Xie Jun i Alissa Gal·liàmova, i fou guanyat per la primera.
El 2000 la FIDE va canviar el format de la competició, que va passar a celebrar-se, com el campionat absolut contemporani, mitjançant matxs d'eliminació directa. El primer d'aquests esdeveniments el va guanyar Xie Jun, i el segon, l'any següent, el guanyà la també xinesa Zhu Chen. Posteriorment, es varen celebrar altres tres torneigs amb aquest sistema, el 2004, el 2006 i el 2008: les vencedores en foren, respectivament, Antoaneta Stéfanova, Xu Yuhua i Aleksandra Kosteniuk.
El 2010 la xinesa Hou Yifan en batre a la final la seva compatriota Ruan Lufei, va esdevenir a l'edat de setze anys la més jove campiona del món de la història.
A les darreries del 2011, Hou Yifan va defensar amb èxit el seu títol a Tirana, contra l'aspirant Humpy Koneru, que s'havia classificat per la final tot vencent, el març de 2011, al FIDE Women Grand Prix de Doha. Hou va guanyar tres partides i n'entaulà cinc, en un matx a deu partides, conservant així el títol a falta de dues partides.
Hou Yifan fou eliminada en segona ronda al Campionat del món de 2012, disputat a Khanti-Mansisk. Anna Uixènina, que era la 30a jugadora del torneig, va guanyar la final contra Antoaneta Stéfanova per 3½-2½. El setembre de 2013, Yifan recuperà el títol en guanyar Uixènina en un matx disputat a Jiangsu.
Després que Hou va declinar de defensar el seu títol al campionat del món de 2015, el títol fou per a Maria Muzitxuk, que va derrotar Natàlia Pogónina a la final.
Muzitxuk i Hou s'enfrontaren, nogensmenys, al Campionat del món d'escacs femení de 2016 i Yifan recuperà el títol en vèncer el matx per 6 a 3.

## Campiones del món femenines

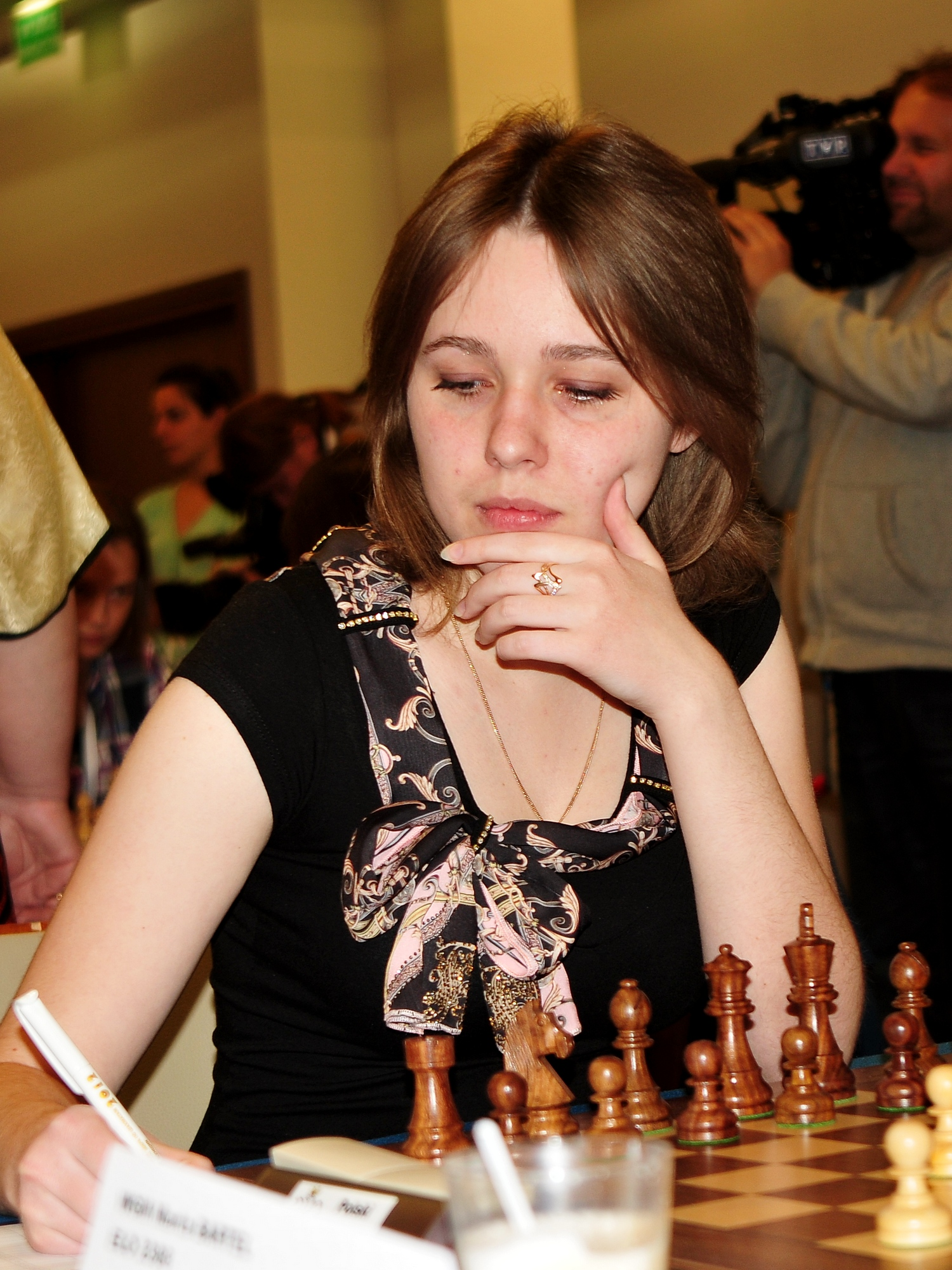
Maria Muzitxuk, Campiona del Món entre 2015 i 2016

| Núm.  | Jugadora             | Període     | País                        |
| ----- | -------------------- | ----------- | --------------------------- |
| I     | Vera Menchik         | 1927 - 1944 | Txecoslovàquia / Regne Unit |
| II    | Liudmila Rudenko     | 1950 - 1953 | Unió Soviètica / Rússia     |
| III   | Ielizaveta Bíkova    | 1953 - 1956 | Unió Soviètica / Rússia     |
| IV    | Olga Rubtsova        | 1956 - 1958 | Unió Soviètica / Rússia     |
| V     | Ielizaveta Bíkova    | 1958 - 1962 | Unió Soviètica / Rússia     |
| VI    | Nona Gaprindaixvili  | 1962 - 1978 | Unió Soviètica / Geòrgia    |
| VII   | Maia Txiburdanidze   | 1978 - 1991 | Unió Soviètica / Geòrgia    |
| VIII  | Xie Jun              | 1991 - 1996 | R.P. de la Xina             |
| IX    | Susan Polgar         | 1996 - 1999 | Hongria / Estats Units      |
| X     | Xie Jun              | 1999 - 2001 | R.P. de la Xina             |
| XI    | Zhu Chen             | 2001 - 2004 | R.P. de la Xina / Qatar     |
| XII   | Antoaneta Stéfanova  | 2004 - 2006 | Bulgària                    |
| XIII  | Xu Yuhua             | 2006 - 2008 | R.P. de la Xina             |
| XIV   | Aleksandra Kosteniuk | 2008 - 2010 | Rússia                      |
| XV    | Hou Yifan            | 2010 - 2012 | R.P. de la Xina             |
| XVI   | Anna Uixènina        | 2012 - 2013 | Ucraïna                     |
| XVII  | Hou Yifan            | 2013 - 2015 | R.P. de la Xina             |
| XVIII | Maria Muzitxuk       | 2015 - 2016 | Ucraïna                     |
| XIX   | Hou Yifan            | 2016 - 2017 | R.P. de la Xina             |
| XIX   | Tan Zhongyi          | 2017        | R.P. de la Xina             |
| XX    | Ju Wenjun            | 2018 -      | R.P. de la Xina             |

## Resultats dels campionats del món femenins
- 1927 Londres Vera Menchik guanya un torneig a volta única amb 10 ½ d'11
- 1930 Hamburg Vera Menchik guanya un torneig a doble volta amb 6 ½ de 8
- 1931 Praga Vera Menchik guanya un torneig a doble volta amb 8 de 8
- 1933 Folkestone Vera Menchik guanya un torneig a doble volta amb 12 de 12
- 1934 Amsterdam Vera Menchik - Sonja Graf +3 –1 =0
- 1935 Varsòvia Vera Menchik guanya un torneig a volta única amb 9 de 9
- 1937 Semmering Vera Menchik - Sonja Graf +9 –2 =5
- 1937 Estocolm Vera Menchik guanya un torneig per sistema suís amb 14 de 14
- 1939 Buenos Aires Vera Menchik guanya un torneig a volta única amb 18 de 19
- 1949 Moscou Liudmila Rudenko guanya un torneig a volta única amb 11 ½ de 15
- 1953 Leningrad Ielizaveta Bíkova - Liudmila Rudenko +7 –5 =2
- 1956 Moscou Olga Rubtsova guanya amb 10/16 un triangular[12]
- 1958 Moscou Ielizaveta Bíkova - Olga Rubtsova +7 –4 =3
- 1960 Moscou Ielizaveta Bíkova - Kira Zvoríkina +6 –2 =5
- 1962 Moscou Nona Gaprindaixvili - Ielizaveta Bíkova +7 –0 =4
- 1965 Riga Nona Gaprindaixvili - Alla Kushnir +7 –3 =3
- 1969 Tbilisi Nona Gaprindaixvili - Alla Kushnir +6 –2 =5
- 1972 Ohrid Nona Gaprindaixvili - Alla Kushnir +5 –4 =7
- 1975 Menorca Nona Gaprindaixvili - Nana Aleksàndria +8 –3 =1
- 1978 Pitsunda Maia Txiburdanidze - Nona Gaprindaixvili 8 ½ - 6 ½
- 1981 Borjomi Maia Txiburdanidze - Nana Alexandria 8 - 8
- 1984 Volgograd Maia Txiburdanidze - Irina Levítina 8 - 5
- 1986 Sofia Maia Txiburdanidze - Elena Akhmilovskaya 8 ½ - 5 ½
- 1988 Tel-Aviv Maia Txiburdanidze - Nana Ioseliani 8 ½ - 7 ½
- 1991 Manila Xie Jun - Maia Txiburdanidze 8 ½ - 6 ½
- 1993 Subotica-Shanghai Xie Jun - Nana Ioseliani 8 ½ - 2 ½
- 1996 Jaén Susan Polgar - Xie Jun 8 ½ - 4 ½
- 1999 Kazan-Shenyang Xie Jun guanya un matx contra Alissa Gal·liàmova 8 ½ - 6 ½[13]
- 2000 Nova Delhi Xie Jun guanyà un torneig d'eliminació directa. Va vèncer a la final na Qin Kanying 2 ½ - 1 ½
- 2001 Moscou Zhu Chen guanyà un torneig d'eliminació directa. Va vèncer a la final n'Aleksandra Kosteniuk 5-3
- 2004 Elistà; Antoaneta Stéfanova guanyà +2 =1 contra Iekaterina Kovalévskaia en un matx celebrat a Chess City[14]
- 2006 Iekaterinburg Xu Yuhua guanyà un torneig d'eliminació directa.[15] Va vèncer a la final n'Alissa Gal·liàmova 2 ½ - 1 ½
- 2008 Nàltxik Aleksandra guanyà un torneig d'eliminació directa. Va vèncer a la final na Hou Yifan 2 ½ - 1 ½
- 2010 Antioquia Hou Yifan venç en un torneig per sistema d'eliminació directa, guanyant a la final la seva compatriota Ruan Lufei al desempat a partides ràpides per 3-1.